# كوساريسكا دوبيكسا
كوساريسكا دوبيكسا (بالإنجليزية: Kozarska Dubica)‏ هي مدينة في كانتون زينيكا-دوبوي في البوسنة والهرسك.
يبلغ عدد سكانها حوالي 23٬074 نسمة.

## توأمة
لكوساريسكا دوبيكسا اتفاقيات توأمة مع:
- ياغودينا

## معرض صور

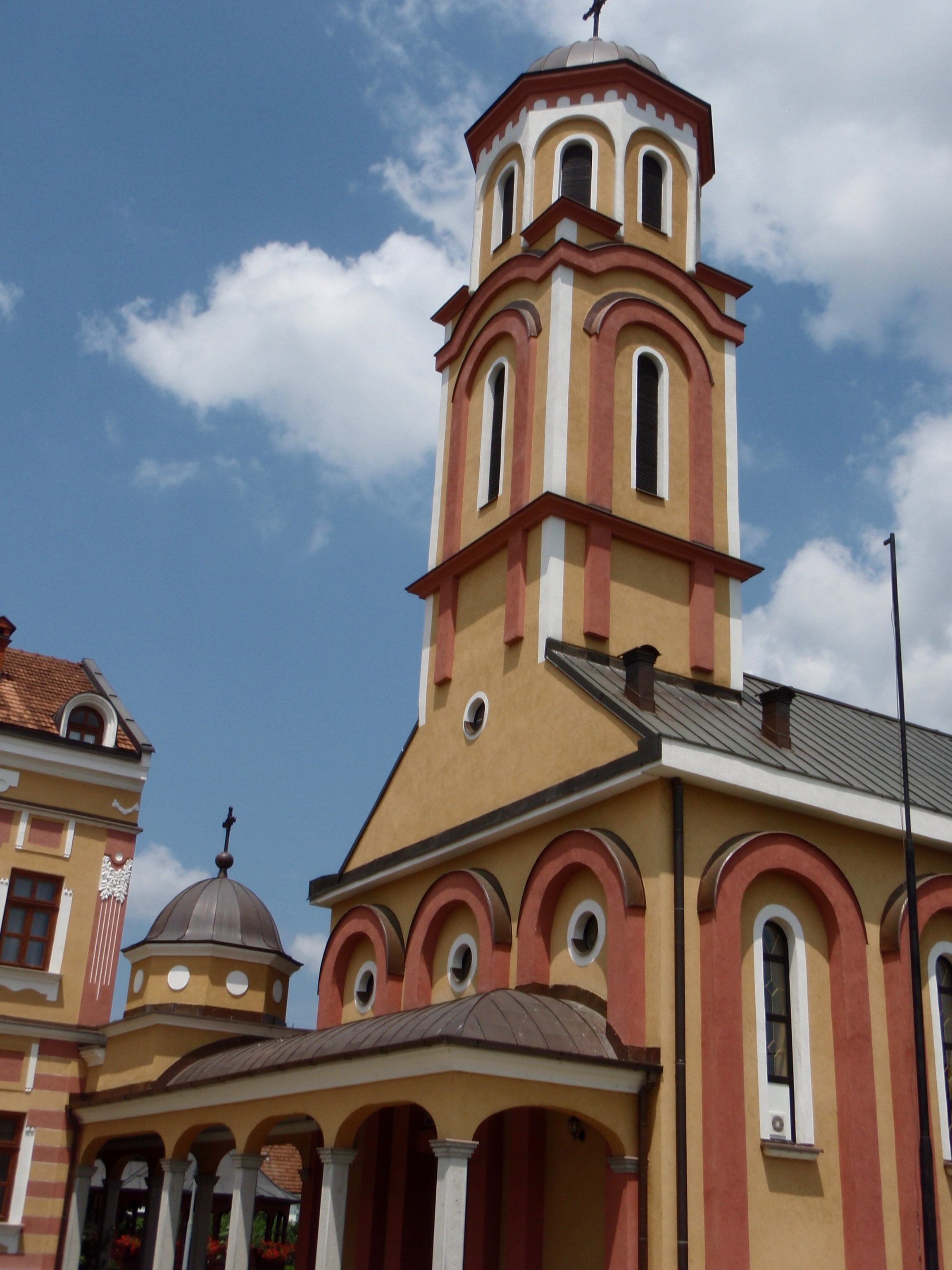
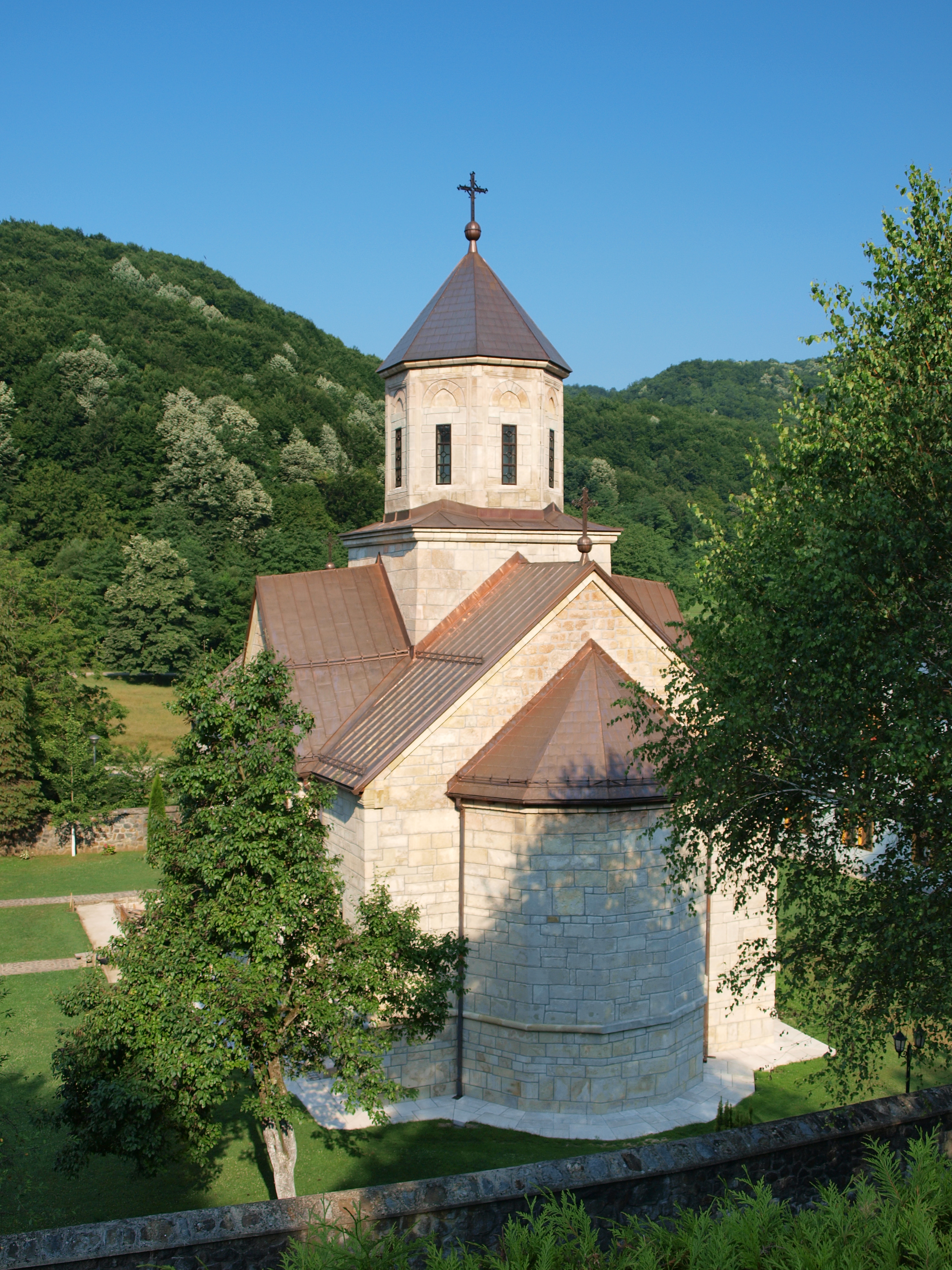

## أعلام
- دوشكو تشليكا
- سلوبودان ميلانوفيتش
- إلدار توبيتش